# Fnugget
Der Fnugget (norwegisch für Staubflecken) ist ein kleiner Nunatak im ostantarktischen Königin-Maud-Land. Im westlichen Teil des Gebirges Sør Rondane ragt er nordöstlich des Tussebreen zwischen dem Knøttet und den Tonyknausane auf.
Wissenschaftler des Norwegischen Polarinstituts benannten ihn 1988 deskriptiv.